# Симонов, Михаил Васильевич (Герой Советского Союза)

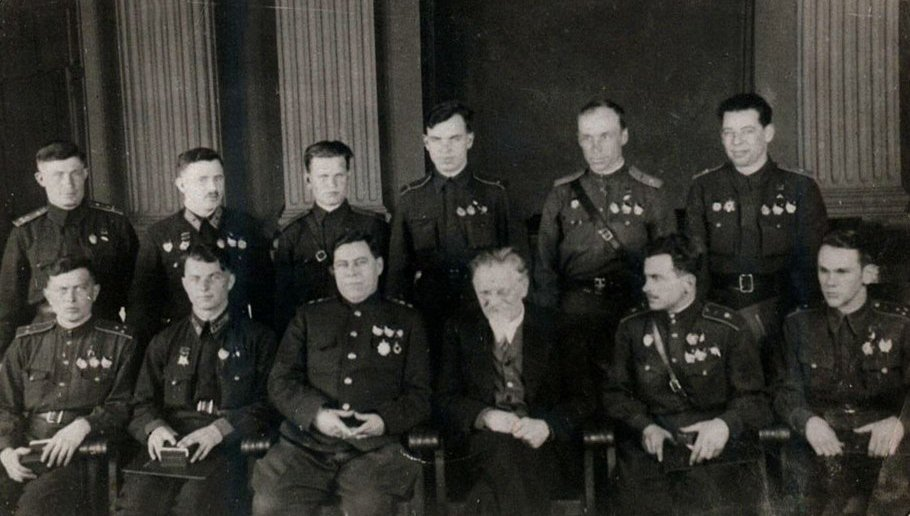
М. В. Симонов (второй ряд, первый справа) во время вручения награды Героя Советского Союза в Кремле (город Москва, 1943 год)

Симонов, Михаил Васильевич (1 августа 1913, пос. Кутейниково, ныне — в Амвросиевском районе Донецкой области, Украина — 24 апреля 2004, город Казань) — советский военный лётчик, гвардии полковник, Герой Советского Союза.

## Биография
Родился в семье фельдшера.
Отец — Симонов Василий Михайлович (1880—1917), мать — Симонова Анна Лаврентьевна (1883—1959). По национальности — украинец.
В 1914 году отца призвали в действующую армию, вскоре он погиб. Старшему брату Петру было в это время всего 9 лет. Мать Анна Лаврентьевна сумела вырастить пятерых детей, выполняя самую чёрную работу.
В 1926 году, окончив 7 классов, поступил в школу фабрично-заводского ученичества.
С 1929 по 1930 год работал слесарем-котельщиком в городе Горловка.
В 1932 году он окончил учебный комбинат Южных железных дорог в городе Харькове, в 1935 году — Балашовскую школу лётчиков Гражданского воздушного флота (ГВФ). Образование — среднее специальное.
Работал линейным пилотом на трассе «Владивосток — Могоча» Дальневосточного управления ГВФ в городе Хабаровске.
В 1937 году в составе экипажа совершил перелёт по маршруту «Хабаровск — Николаевск-на-Амуре — Охотск — Бухта Нагаева — Петропавловск-Камчатский».
В 1940 году был призван в РККА и направлен в формировавшийся авиаполк под командованием А. Е. Голованова (впоследствии — командующего авиацией дальнего действия, главного маршала авиации).
Являлся командиром звена 2-го гвардейского авиационного полка 3-й авиационной дивизии авиации дальнего действия.
23 июня 1941 года звено в составе трёх самолётов ДБ-3Ф получило первое боевое задание: нанести удар по скоплению немецкой техники на границе с Восточной Пруссией.
В течение первого года войны он четырежды был подбит, так как полёты выполнялись без прикрытия истребителя, но всякий раз он со своим штурманом Г. И. Несмашным приводили машину на аэродром, спасая и бомбардировщик, и экипаж. Совершил ряд удачных полётов на Берлин.
В 1942 году был принят в ВКП(б).
Указом Президиума Верховного Совета СССР «О присвоении звания Героя Советского Союза начальствующему составу авиации дальнего действия Красной Армии» от 31 декабря 1942 года за «образцовое выполнение боевых заданий командования на фронте борьбы с немецкими захватчиками и проявленными при этом отвагу и геройство» удостоен звания Героя Советского Союза с вручением ордена Ленина и медали «Золотая Звезда» (№ 796).
Ему поручали сложнейшие задачи, выполнявшиеся исключительно ночью — в частности, разыскать цель и осветить её бомбами САБ-100.
Маршал авиации Н. С. Скрипко вспоминал о М. В. Симонове:
Замечательным лётчиком — ночником по праву считался Гвардии капитан Михаил Симонов, удостоенный вскоре звания Героя Советского Союза. При налёте на вражеский аэродром его экипаж уничтожил 12 фашистских самолётов, а при бомбометании по железнодорожной станции разбил 17 вагонов с боеприпасами. Лётчик стал одним из зачинателей увеличения бомбовой нагрузки на самолёт.
В 1943 году был переведён в другую часть — на четырёхмоторный самолёт Пе-8.
За годы войны участвовал в боевых действиях под Москвой, Сталинградом, Ленинградом, на Курской дуге.
Он совершил 278 (по другим данным — 294) боевых вылетов. Двенадцать раз оказывался подбитым в воздушных боях, но всегда возвращался на базу. Со своим экипажем М. В. Симонов сбил семь истребителей противника.
По окончании Великой Отечественной войны продолжил службу в дальней авиации на Крайнем Севере. В 1947 году он окончил курсы усовершенствования офицерского состава.
В 1949 году он первым в мире посадил тяжёлый самолёт (Ту-4) на Северном полюсе. В его задачу входило высадить членов арктической экспедиции «Северный полюс-2» и впоследствии обеспечивать их горючим.

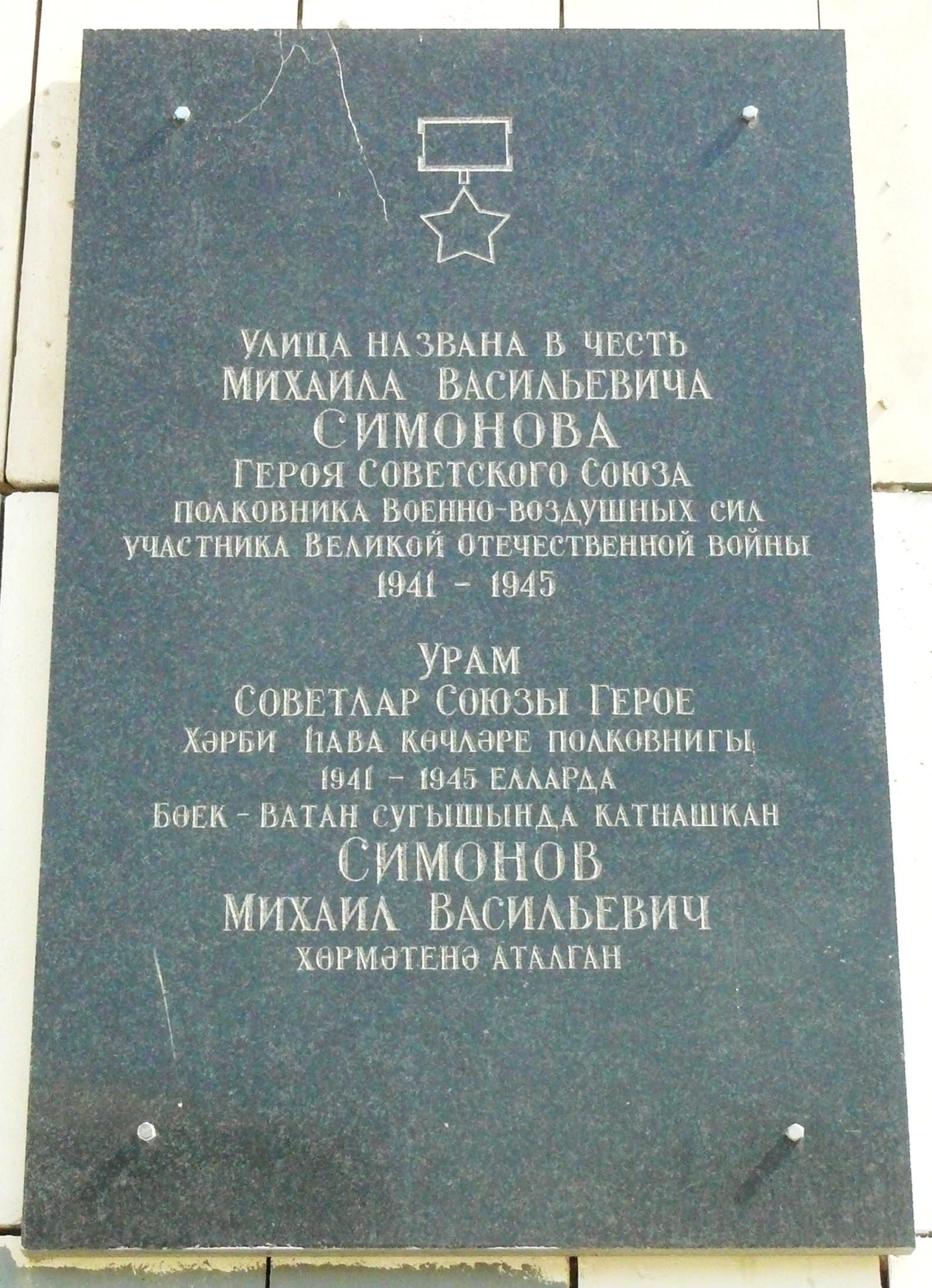
Памятная доска в Казани (ул. Симонова, д. 6)

С 1950 года в звании полковника служил лётчиком-испытателем при военном представительстве на Казанском авиационном заводе № 22 имени С. П. Горбунова (ныне — КАПО имеи С. П. Горбунова). В течение двенадцати лет им испытывались все модели самолётов, выпускавшиеся на этом предприятии.
С 1952 года — лётчик-испытатель Министерства авиационной промышленности СССР, с 1954 года — старший лётчик-испытатель, с 1961 года — заместитель начальника лётной испытательной станции.
Испытывал первый советский реактивный пассажирский лайнер «Ту-104» и стратегический бомбардировщик «Ту-16». Всего ему довелось испытать и облетать двадцать четыре типа самолётов.
Был одним из пяти Героев Советского Союза, работавших на Казанском авиационном заводе № 22 имени С. П. Горбунова (КАПО имени С. П. Горбунова). Помимо него, на предприятии трудились Герои Советского Союза лётчики-испытатели Н. Н. Аржанов, А. Г. Васильченко, В. В. Истомин и Б. В. Машковцев.
С 1961 года — в запасе (в 1961—1962 годах работал заместителем начальника лётной испытательной станции в Казани), затем в отставке.
Жил в Казани. На пенсии посвятил себя общественной работе, военно-патриотическому воспитанию молодёжи. До конца жизни оставался верен коммунистическим идеалам. Оказывал материальную помощь детскому приюту в Авиастроительном районе города Казани и детской библиотеке. В 1999—2002 годах перечислял деньги учёным, отвечающим за сохранность тела В. И. Ленина в его Мавзолее.
Скончался на 91-м году жизни в Казани 24 апреля 2004 года. Распоряжением Президента Республики Татарстан М. Ш. Шаймиева была создана республиканская комиссия по организации его похорон, в республиканских средствах массовой информации помещён официальный некролог, подписанный М. Ш. Шаймиевым, Р. Н. Миннихановым, Ф. Х. Мухаметшиным, Э. С. Губайдуллиным, З. Р. Валеевой, К. Ш. Исхаковым, Р. Ш. Мустаевым, В. Н. Мирониченко, Ф. Г. Ибатуллиным, Н. Г. Хайруллиным, Н. М. Тимашовой, И. Х. Мостюковым и А. Г. Юлашевым.
26 апреля 2004 года в ДК имени В. И. Ленина (Авиастроительный район города Казани) прошла гражданская панихида. В тот же день он был похоронен со всеми воинскими почестями на кладбище «Сухая река».

## Память
- Имя М. В. Симонова было присвоено пионерской дружине школы села Куркуль Алексеевского района Татарской АССР.
- Постановлением главы администрации города Казани № 741 от 8 апреля 2005 года в Авиастроительном районе города Казани «Об увековечении имён участников Великой Отечественной войны в наименованиях улиц г. Казани» путём переименования участка улицы Шатурской от улицы Годовикова до пересечения с улицей Челюскина была образована улица, носящая имя М. В. Симонова[11].
- На доме номер 6 по улице Симонова была помещена памятная доска с надписями на русском и татарском языках о том, что эта улица названа в честь Героя Советского Союза, полковника ВВС, участника Великой Отечественной войны М. В. Симонова. Впоследствии она была заменена новой мемориальной доской с портретом М. В. Симонова, которая в настоящее время располагается на здании средней общеобразовательной школы № 62 города Казани. В размещённом в той же школе музее 69-й гвардейской Краснознамённой Звенигородской стрелковой дивизии имеются два стенда, посвящённые памяти М. В. Симонова[12].
- 7 мая 2005 года на могиле М. В. Симонова был торжественно открыт памятник. На гранитной стеле изображён лётчик-герой в парадном мундире со всеми наградами, на постаменте помещена надпись: «Герои уходят, а память о них вечна»[13].

## Награды
М. В. Симонов был награждён тремя орденами Ленина, тремя орденами Красного Знамени, двумя орденами Отечественной войны 1-й степени, двумя орденами Красной Звезды, медалями: «За боевые заслуги», «За оборону Москвы», «За оборону Ленинграда», «За оборону Сталинграда», «За победу над Германией в Великой Отечественной войне 1941—1945 гг.» и другими.